# Katastrofa lotu United Airlines 2885
Katastrofa lotu United Airlines 2885 – katastrofa lotnicza, która wydarzyła się 11 stycznia 1983 roku. Towarowy Douglas DC-8 linii United Airlines rozbił się tuż po starcie z portu lotniczego w Detroit. Zginęła cała załoga - 3 osoby.

## Przebieg wypadku
Samolotem, który uległ wypadkowi był wyprodukowany w 1968 roku Douglas DC-8-54F należący do amerykańskich linii lotniczych United Airlines, posiadający numery rejestracyjne N8053U. Feralnego dnia odbywał lot cargo na trasie Cleveland-Detroit-Los Angeles. Załoga składała się z trzech pilotów - 55-letni kapitan William S. Todd, 51-letni pierwszy oficer James G. Day oraz 50-letni mechanik pokładowy Robert E. Lee. Pierwsza część lotu odbyła się bez żadnych problemów, DC-8 wylądował na lotnisku w Detroit o 01:52 czasu lokalnego. O 02:45 załoga poprosiła kontrolę ruchu naziemnego o instrukcje do kołowania. O godzinie 02:50 maszyna otrzymała zgodę na start, a następnie rozpoczęła rozbieg na pasie startowym 21R. Tuż po starcie samolot bardzo gwałtownie uniósł dziób ku górze, kilku świadków zgłosiło, iż zauważyło płomienie w silnikach, co prawdopodobnie było skutkiem pompażu. Samolot doznał przeciągnięcia, a następnie przechylił się w prawo o niemal 90 stopni, a następnie rozbił na polu uprawnym tuż obok portu lotniczego w Detroit. Zginęli wszyscy obecni na pokładzie.

## Przyczyny
Ustaleniem przyczyn wypadku zajęła się Narodowa Rada Bezpieczeństwa Transportu (NTSB). W trakcie śledztwa zwrócono uwagę na wiele nieprawidłowości, jakich dopuściła się załoga lotu 2885, między innymi tuż przed startem w kokpicie kapitan poprosił drugiego pilota, czy nie zamieniłby się miejscami z siedzącym za jego plecami mechanikiem pokładowym, co jest niezgodne z przepisami FAA. Co również ustalono w czasie dochodzenia, trzeci członek załogi nie miał kwalifikacji to pilotowania DC-8 jako pierwszy oficer, a jego instruktor określił go jako "nieczyniącego postępów". Główną przyczyną wypadku było jednak zbytnie wychylenie trymera do pozycji 7.5 stopnia, czego załoga nie zauważyła prawdopodobnie w wyniku zamiany miejsc, przez co pominięto punkt o sprawdzeniu jego wychylenia w liście kontrolnej. Tuż po starcie dziób uniósł się nienaturalnie mocno, czego niedoświadczony inżynier pokładowy nie skorygował w odpowiednim momencie.